# Donja Badanja
Donja Badanja (srp. Доња Бадања) je naselje na zapadu središnje Srbije. Administrativno pripada općini Loznica u Mačvanskome okrugu.

## Stanovništvo
Prema popisu iz 2002. godine, u Donjoj Badanji živi 510 stanovnika od kojih je 434 punoljetno. Prema popisu iz 1991., u Donjoj Badanji je živjelo 670 stanovnika. Prosječna starost stanovništa iznosi 47,5 godina (46,9 kod muškaraca i 48,1 kod žena). U naselju ima 182 domaćinstva, a prosječan broj članova domaćinstva je 2,80.
Prema popisu iz 2002. godine, Donju Badanju gotovo u potpunosti naseljavaju Srbi.
| broj stanovnika | 1187  | 1152  | 1061  | 879   | 756   | 670   | 510   |
|                 | 1948. | 1953. | 1961. | 1971. | 1981. | 1991. | 2002. |